# Сідні Кросбі
Сі́дні Па́трік Кро́сбі (англ. Sidney Patrick Crosby; нар. 7 серпня 1987, Галіфакс, Нова Шотландія, Канада) — канадський професійний хокеїст. Капітан клубу Національної хокейної ліги «Піттсбург Пінгвінс».

## Ігрова кар'єра
Кросбі обраний «Пінгвінс» у першому раунді під 1-им загальним номером на драфті НХЛ 2005. На юнацькому рівні Кросбі провів два сезони в «Рімускі Осеанік», двічі виборов звання Гравця року КХЛ (2004, 2005), і допоміг клубу виступити в Меморіальному кубку 2005.
У своєму першому сезоні в НХЛ, він фінішував шостим в лізі з 102 очками (39 шайб, 63 передачі). В другому сезоні Кросбі став лідером за кількістб очок — 120 (36 шайб, 84 передачі) і отримав Трофей Арта Росса, і став наймолодшим і наразі єдиним молодим хокеїстом, якому вдалося виграти приз найкращого бомбардира в головних спортивних лігах Північної Америки. Того ж сезону, Кросбі отримав від Асоціації професіональних хокейних журналістів Пам'ятний трофей Гарта за найбільший внесок в успіхи своєї команди і Нагороду Лестер Б. Пірсона від Асоціації гравців НХЛ за найбільший внесок в успіхи своєї команди. Кросбі — сьомий гравець в історії НХЛ, якому вдалося отримати усі три нагороди. Після програшу «Детройт Ред-Вінгс» у фіналі Кубка Стенлі 2008, Кросбі став володарем свого першого Кубка Стенлі в 2009 році, і став наймолодшим капітаном в історії НХЛ, якому вдалося виграти чемпіонат.
На міжнародному рівні Кросбі двічі представляв збірну Канади на Чемпіонатах світу серед молодіжних команд, здобувши срібні нагороди в 2004 і золоті в 2005 роках. Також виступав на чемпіонатах світу з хокею із шайбою 2006 та 2015 (став чемпіоном світу). Після перемоги на чемпіонаті світу став членом потрійного золотого клубу здобувши три найважливіші хокейні командні титули. На Зимових Олімпійських іграх 2010 у складі збірної Канади Кросбі став олімпійським чемпіоном, закинувши вирішальну шайбу у ворота збірної США у овертаймі фанального матчу, також олімпійський чемпіон 2014 року у Сочі.

## Досягнення та нагороди
- «Кубок RDS» — найкращому новачку року QMJHL (2004)
- Перша команда всіх зірок НХЛ — 2007, 2013, 2014, 2016.
- Друга команда всіх зірок НХЛ — 2010, 2015, 2017.
- Учасник матчу усіх зірок НХЛ[а] — 2007, 2017, 2018, 2019.
- Трофей Арта Росса — 2007, 2014.
- Нагорода Теда Ліндсея — 2007, 2013, 2014.
- Пам'ятний трофей Гарта — 2007, 2014.
- Володар Кубка Стенлі в складі «Піттсбург Пінгвінс» — 2009, 2016, 2017.
- Трофей Моріса Рішара — 2010, 2017.
- Приз Конна Сміта — 2016, 2017.
- Олімпійський чемпіон — 2010, 2014.
- Володар Кубка світу (2016).

Примітки: 

а Не виступав у матчах 2008, 2009, 2011, 2015 через травму.

## Статистика

### Клубні виступи
| Сезон        | Клуб               | Ліга         | Регулярний сезон | Регулярний сезон | Регулярний сезон | Регулярний сезон | Регулярний сезон | Плей-оф | Плей-оф | Плей-оф | Плей-оф | Плей-оф |
| Сезон        | Клуб               | Ліга         | І                | Г                | П                | О                | ШХ               | І       | Г       | П       | О       | ШХ      |
| ------------ | ------------------ | ------------ | ---------------- | ---------------- | ---------------- | ---------------- | ---------------- | ------- | ------- | ------- | ------- | ------- |
| 2003–04      | Рімускі Осеанік    | ГЮХЛК        | 59               | 54               | 81               | 135              | 74               | 9       | 7       | 9       | 16      | 10      |
| 2004–05      | Рімускі Осеанік    | ГЮХЛК        | 62               | 66               | 102              | 168              | 84               | 13      | 14      | 17      | 31      | 16      |
| 2005–06      | Піттсбург Пінгвінс | НХЛ          | 81               | 39               | 63               | 102              | 110              | —       | —       | —       | —       | —       |
| 2006–07      | Піттсбург Пінгвінс | НХЛ          | 79               | 36               | 84               | 120              | 60               | 5       | 3       | 2       | 5       | 4       |
| 2007–08      | Піттсбург Пінгвінс | НХЛ          | 53               | 24               | 48               | 72               | 39               | 20      | 6       | 21      | 27      | 12      |
| 2008–09      | Піттсбург Пінгвінс | НХЛ          | 77               | 33               | 70               | 103              | 76               | 24      | 15      | 16      | 31      | 14      |
| 2009–10      | Піттсбург Пінгвінс | НХЛ          | 81               | 51               | 58               | 109              | 69               | 13      | 6       | 13      | 19      | 6       |
| 2010–11      | Піттсбург Пінгвінс | НХЛ          | 41               | 32               | 34               | 66               | 31               | —       | —       | —       | —       | —       |
| 2011–12      | Піттсбург Пінгвінс | НХЛ          | 22               | 8                | 29               | 37               | 14               | 6       | 3       | 5       | 8       | 9       |
| 2012–13      | Піттсбург Пінгвінс | НХЛ          | 36               | 15               | 41               | 56               | 16               | 14      | 7       | 8       | 15      | 8       |
| 2013–14      | Піттсбург Пінгвінс | НХЛ          | 80               | 36               | 68               | 104              | 46               | 13      | 1       | 8       | 9       | 4       |
| 2014–15      | Піттсбург Пінгвінс | НХЛ          | 77               | 28               | 56               | 84               | 47               | 5       | 2       | 2       | 4       | 0       |
| 2015–16      | Піттсбург Пінгвінс | НХЛ          | 80               | 36               | 49               | 85               | 42               | 24      | 6       | 13      | 19      | 4       |
| 2016–17      | Піттсбург Пінгвінс | НХЛ          | 75               | 44               | 45               | 89               | 24               | 24      | 8       | 19      | 27      | 10      |
| 2017–18      | Піттсбург Пінгвінс | НХЛ          | 82               | 29               | 60               | 89               | 46               | 12      | 9       | 12      | 21      | 6       |
| 2018–19      | Піттсбург Пінгвінс | НХЛ          | 79               | 35               | 65               | 100              | 36               | 4       | 0       | 1       | 1       | 2       |
| 2019–20      | Піттсбург Пінгвінс | НХЛ          | 41               | 16               | 31               | 47               | 15               | 4       | 2       | 1       | 3       | 0       |
| 2020–21      | Піттсбург Пінгвінс | НХЛ          | 55               | 24               | 38               | 62               | 26               | 6       | 1       | 1       | 2       | 2       |
| 2021–22      | Піттсбург Пінгвінс | НХЛ          | 69               | 31               | 53               | 84               | 32               | 6       | 2       | 8       | 10      | 2       |
| 2022–23      | Піттсбург Пінгвінс | НХЛ          | 82               | 33               | 60               | 93               | 52               | —       | —       | —       | —       | —       |
| Усього в НХЛ | Усього в НХЛ       | Усього в НХЛ | 1,190            | 550              | 952              | 1,502            | 783              | 180     | 71      | 130     | 201     | 83      |

### Міжнародна
| Рік                        | Команда                    | Турнір                     | Місце                      |    | І  | Г  | П  | О  | ШХ |
| -------------------------- | -------------------------- | -------------------------- | -------------------------- | -- | -- | -- | -- | -- | -- |
| 2003                       | Канада                     | МІГ                        | 4-е                        | 5  | 4  | 2  | 6  | 10 |    |
| 2004                       | Канада                     | МЧС                        | 2                          | 6  | 2  | 3  | 5  | 4  |    |
| 2005                       | Канада                     | МЧС                        | 1                          | 6  | 6  | 3  | 9  | 4  |    |
| 2006                       | Канада                     | ЧС                         | 4-е                        | 9  | 8  | 8  | 16 | 10 |    |
| 2010                       | Канада                     | ОІ                         | 1                          | 7  | 4  | 3  | 7  | 4  |    |
| 2014                       | Канада                     | ОІ                         | 1                          | 6  | 1  | 2  | 3  | 0  |    |
| 2015                       | Канада                     | ЧС                         | 1                          | 9  | 4  | 7  | 11 | 2  |    |
| 2016                       | Канада                     | КС                         | 1                          | 6  | 3  | 7  | 10 | 0  |    |
| Юніорська/молодіжна збірні | Юніорська/молодіжна збірні | Юніорська/молодіжна збірні | Юніорська/молодіжна збірні | 17 | 12 | 8  | 20 | 18 |    |
| Національна збірна         | Національна збірна         | Національна збірна         | Національна збірна         | 37 | 20 | 27 | 47 | 16 |    |